# Jens Gregoriussen Riber
Jens Gregoriusson Riber (født ca. 1480 i Ribe i Danmark, død 9. august 1571 i Stavanger i Norge) var en dansk, luthersk præst, der var superintendent på Færøerne 1540–1556 og derefter i Stavanger 1557–1571.
Han blev født i Ribe og uddannet fra byens latinskole. Det er uvist, hvor han studerede. Efter en tid som kapellan ved Bergen Domkirke blev han indsat som den første lutherske biskop (superintendent) i Kirkjubøur bispedømme på Færøerne i 1540, hvor han afløste øernes sidste katolske biskop Ámundur Ólavsson. Han bestred embedet frem til 1556. Der blev ikke udpeget en efterfølger, og året efter nedlagdes bispedømmet.
På hjemrejsen blev han to gange røvet af franske sørøvere før han kom tilbage til København. Jens Riber blev ordineret som biskop i Stavanger i 1557 i en meget høj alder. I 1564 bidrog han til ombygningen af Stavanger Domkirke og fik også kong Frederik 2. til at befale, at gejstligheden i Stavanger Stift skulle yde katedratikum, en skat til domkirken, som på det tidspunkt var yderst forfalden.
I 1565 blev byens sognepræst Jakob Madssøn i Stavanger Domkirke udpeget til Ribers "suffraganeus og visitator", dvs. stedfortræder og ansvarlig for visitatser. Han skulle have en tredjedel af superintendentens aflønning. Jens Riber var på dette tidspunkt ikke længere i stand til at udføre sine embedspligter. Jakob Madssøn døde imidlertid i 1569. og 27. januar 1571 kom præsten Jørgen Erikson til Stavanger som ny hjælpebiskop, men Jens Riber afslog at overlade ham del i sine indtægter, så længe han levede. Riber døde i Stavanger i 1571.